# 牧夫
牧夫（英語：Burst Observer and Optical Transient Exploring System；縮寫BOOTES）是設置在西班牙南部、紐西蘭和中國的天文觀測網。幾乎全都使用口徑0.6米的望遠鏡和在蓋賽格林焦點上的EMCCD照相機和g'r'i'ZY濾鏡組。網路的主要目標是在科學衛星檢測到瞬間的短暫天文事件之際，能在幾秒/分鐘快速的進行觀察。
牧夫提供自動化的即時觀測伽瑪射線爆發的GRBs。誤差框的大小取決於它使用的廣視野相機（WFC）、超廣視野相機（UWFC）和窄視野相機（NFC）附加到小型機器人自動望遠鏡或望遠鏡本身。
牧夫是由西班牙主導，開始在地面觀測基地的框架內，以支援歐洲太空署INTEGRAL衛星的國際合作計畫。這個專案的重點也要對幾艘太空船所檢測到的事件，執行即時跟進的後續觀測。

## 牧夫站台
- BOOTES-1 - El Arenosillo - 37°05′58″N 6°44′15″W / 37.0995°N 6.73747°W
- BOOTES-2 - Estación Experimental de La Mayora - 36°45′25″N 4°02′34″W / 36.7569°N 4.04273°W
- BOOTES-3 - 紐西蘭的Blenheim - 41°29′29″S 173°50′22″E / 41.4913°S 173.8395°E
- BOOTES-4 - 中國的雲南省麗江市高美古天文台26°41′43″N 100°01′48″E / 26.695222°N 100.030067°E
- BOOTES-5 – 墨西哥31°02′39″N 115°27′49″W / 31.04417°N 115.46361°W
- BOOTES-6 – 南非 29°02′21″S 26°24′15″E / 29.0391°S 26.4041°E[1]
- BOOTES-7 – 智利 [1]

## 外部連結
- 官方网站
- 1-s MPEC （页面存档备份，存于）
- message from J05 Archive.today的存檔，存档日期2013-01-05